# 바이센테니얼맨
바이센테니얼 맨(영어: Bicentennial Man)은 1976년 발표된 아이작 아시모프의 과학소설이다.
인간이 되고 싶은 로봇의 이야기를 다룬 소설로 네뷸러상 중편 부문과 휴고상 중평 부문을 수상하였다.
이 소설은 1999년 로빈 윌리엄스 주연의 동명의 영화로 만들어지기도 했다. 이 영화에서 로봇은 가사지원 로봇으로 인간과 대화가 가능하고, 조리에서 청소에 이르기까지 인간과 생활하며, 집안일을 도맡아 하는 지능형로봇으로 그려지고 있다. 앞으로 현실화될 미래의 지능형로봇과 생활상을 미리 엿볼 수 있다.
본래 중편소설이었으나, 영화화 이후 아시모프가 후배 로버트 실버버그와 함께 장편으로 개작, 1992년에 재발표했으며, 결과적으로 아시모프의 유작이 되었다. 이 소설은 단순히 미래에 대한 상상으로 그치지 않고, 자신의 불로불사를 포기하면서까지 인간이 되고 싶어하는 로봇을 등장시켜 인간과 비인간의 경계, 인간이라는 존재의 규정, 인간다움이란 무엇인가에 대해 생각하게 만든다.